# Vic De Wachter
Vic De Wachter est un acteur de cinéma belge né le 7 août 1951.

## Filmographie

### Cinéma
- 2003 : La Mémoire du tueur de Erik Van Looy : Joseph Vlerick
- 2005 : De Indringer : Nivek
- 2005 : Piet Piraat en de betoverde kroon, un des films de Piet Piraat (Pat le Pirate) : narrateur
- 2006 : Tempête en haute mer (Windkracht 10: Koksijde Rescue) : Bob Govaerts
- 2019 : U-235 (Torpedo) de Sven Huybrechts : capitaine Maes

### Télévision
- 1997 : Windkracht 10, Bob Govaerts
- 2001 : Piet Piraat : Le narrateur
- 2002 : Sedes & Belli, Vic Moens
- 2003 : Team Spirit, Paul Schouten
- 2003 : De Ordening, Shumacher
- 2005 : Team Spirit 2, Paul Schouten
- 2005 : Matrioshki : Le Trafic de la honte
- 2005 : Kinderen Van Dewindt, Karel Dewindt